# Divlje Jagode
Divlje Jagode (engl. Wild Strawberries, dt. Wilde Erdbeeren) ist eine ex-jugoslawische und bosnische Heavy-Metal-Band, die 1977 vom Sologitarristen Sead Lipovača gegründet wurde.
Auf dem Höhepunkt ihres Erfolges in den 1980er Jahren wurde der Gründer Zele Lipovača eingeladen, als Lead-Gitarrist der Band Whitesnake beizutreten, was er jedoch ablehnte. Divlje Jagode verkaufte mehr als 4 Millionen Alben und zählt daher zu den meistverkauften Musikgruppen Ex-Jugoslawiens. 2013 erschien das zwölfte Studioalbum der Band, Biodinamička ljubav.

## Bandgeschichte
In den 40 Jahren ihres Bestehens hat die Band, die sich aus lokal und regional höchst renommierten Heavy-Metal- Vertretern des Balkans zusammensetzt, zwölf Studioalben veröffentlicht, zuletzt im Jahr 2013 Biodinamička ljubav, sowie eine Reihe von Single-Auskoppelungen und Compilations. Die Gründung erfolgte 1977 in der Stadt Bihać, der Gründer und Gitarrist Sead Lipovača war zuvor Mitglied der Bands Novi Akordi, Biseri, Selekcija und Zenit gewesen und rekrutierte seine Mannschaft im Wesentlichen aus diesen Ensembles. Die Mitgründer Ante Janković (Gesang) und Nihad Jusufhodžić (Bass) waren frühere Zenit-Mitglieder, der Keyboarder Mustafa "Muc" Ismailovski zählte vordem zur Formation Grešnici und den Schlagzeuger Adonis Dokuzović hatte Lipovača bei Novi Akordi kennengelernt.
Jugoton veröffentlichte 1977 und 1978 die ersten drei Singles, die rasch Popularität erlangten. Es handelte sich um klassische Hard-Rock-Balladen, wie Jedina moja und Patkica, beziehungsweise um eine Cover-Version eines alten bosnischen Volksliedes, Moj dilbere, verrockt. Das erste Album aus dem Jahr 1978, Divlje Jagode, ebenfalls bei Jugoton erschienen, war stark von Deep Purple und Black Sabbath inspiriert und enthielt eine neue Version von Jedina moja. Es folgte eine Zwangspause, da einige Bandmitglieder in der jugoslawischen Armee ihren Wehrdienst leisten mussten. Ismailovski schloss sich der Zagreber Popband Srebrna Krila an und Lipovača wurde kurzfristig spiritus rector einer Disco-Band namens Mirzino Jato.
Im Jahr 1980 präsentierte sich die Band in neuer Zusammensetzung: Neben dem Sänger Ante Janković und dem Gitarristen Sead Lipovača spielten nunmehr der Schlagzeuger Kasko Budimlić und der Bassist Alen Islamović. In dieser Besetzung erfolgte der Switch der Band zu Heavy Metal, in dieser Besetzung wurde das zweite Album aufgenommen – Stakleni hotel ("Glas-Hotel") – und in dieser Besetzung spielte die Band mehr als hundert Tour-Konzerte. Lipovača hatte sich – in Anlehnung an Angus Young – ein schoolboy image angeeignet, das Publikum bejubelte den Hit Autostop, aber auch Balladen wie Dodirni me, skloni bol oder Potraži put. Die Texte stammten von Islamović, Marina Tucaković, Elvis J. Kurtovich und Goran Petranović. Im Folgejahr startete Janković seine Solokarriere und Divlje Jagode brachte das dritte Album heraus: Motori ("Motorräder") mit Islamović als Sänger. Die Titelnummer wurde ein großer Hit und auch die Songs Šejla und Zagrizi rokenrol sowie die Balladen Nasmiješi se und Ne želiš kraj wurden mit Zustimmung aufgenommen. In den Jahren 1984 und 1985 folgten zwei höchst erfolgreiche Alben:
- Čarobnjaci ("Zauberer") mit den Hits Morrison und Čarobnjaci sowie
- Vatra ("Feuer") mit den Hits Ciganka, Let na drug svijet und Moja si…

Daraufhin erhielt die Band einen Vertrag mit dem britischen Label Logo Records – unter dem Namen Wild Strawberries.

### Wild Strawberries
Fortsetzung folgt
Danach präsentierte sich die Gruppe Divlje jagode erneut in neuer Besetzung: Sead Lipovača (Gitarre) und Ante Janković (Gesang) aus der Gründungsformation sowie neu Thomas Balaž am Schlagzeug und Zlatan Čehić-Ćeha (Bass, Gesang). Nach zehnjähriger Unterbrechung veröffentlichte die Band 2013 ein neues Album mit elf Songs – Biodinamička Ljubav – und erneut in neuer Besetzung. Das Line-up nannte, neben Lipovača an der Gitarre, nunmehr Livio Berak (Gesang), Damjan Deurić (Keyboard), Nasko Budimlić (Schlagzeug) und András Ispán (Bass). Gäste waren Žanil "Žak" Tataj (Gesang, Bass), Ivane Peters und Vladimir Kmoniček (Gesang) sowie Vlatka Pokos (Begleitgesang).
Divlje jagode haben einige Popularität in Großbritannien, Finnland, Italien, Amerika und Australien erzielt. In den Ländern des ehemaligen Jugoslawien genießen sie nach wie vor Kultstatus.

## Stil
Die Band Divlje jagode ist eine klassische Vertreterin des Balkan Rock. Sie singt in Originalsprache und stellt sich durch das Covern von alten Volksliedern wie Moj dilbere in die Musiktradition des Balkans. Zwar stilisiert sich die Band mit Ledermontur und dem Kultsong Motori als Exponent des Heavy Metal, sie spielt aber auch – Lieder wie Mojoj ljubavi (Meiner Liebe) oder Zauvijek tvoj (Für immer Dein) belegen dies – sentimentalen Jugo-Pop.

## Diskografie

### Studioalben
- 1979: Divlje jagode (Jugoton)
- 1981: Stakleni hotel (Diskoton)
- 1982: Motori (Diskoton)
- 1984: Čarobnjaci (Diskoton)
- 1985: Vatra (Diskoton)
- 1987: Wild Strawberries (Logo)
- 1988: Konji (Jugoton)
- 1993: Magic Love
- 1994: Labude, kad rata ne bude (In Takt Records (Gelsenkirchen))
- 1997: Sto vjekova (Nimfasound)
- 2003: Od neba do neba (Croatia Records, HR: Silber)[7]
- 2013: Biodinamička ljubav (Croatia Records)
- 2020: Jukebox
- 2024: Prati moje stare tragove

### Kompilationen
- 1986: Najbolje (Diskoton)
- 1991: Antologija (Diskoton)
- 1993: Sarajevo ti i ja (CroatiaTon)
- 1997: The Best Of (Odeon)
- 2003: The Very Best Of (Take It or Leave It Records)
- 2004: The Very Best Of: Let na drugi svijet (Croatia Records)
- 2005: Najljepše balade: Krivo je more (One Records)
- 2008: The Ultimate Collection (Croatia Records)
- 2009: The Ultimate Collection (City Records)
- 2008: The Love Collection – Najljepše ljubavne pjesme (Croatia Records)
- 2015: Greatest Hits (Croatia Records)

### Singles (Auswahl)
- 1977: Rock ’n' Roll / Jedina moja (Jugoton)
- 1977: Moj dilbere / Prijatelj (Jugoton)
- 1978: Patkica / Kad bi vi, gospođo (Jugoton)
- 1979: Nemam ništa protiv / Bit će bolje (Jugoton)
- 1979: Krivo je more
- 1982: Motori
- 1982: Šejla
- 1985: Let na drug svijet
- 1988: Zauvijek Tvoj
- 1988: Turski Marš / Konji (Jugoton)
- 2003: Dobro došla ljubavi (Croatia Records)
- 2003: Marija (Croatia Records)
- 2003: Kap Po Kap
- 2006: Piramida (Croatia Records)
- 2011: Ne, nisam ja (Video) (Zelper)
- 2013: Samo da znaš